# Parti di me
Parti di me è la nona raccolta italiana di Raffaella Carrà, pubblicata nel 1988 dall'etichetta discografica Globo Records.

## Il disco
Compilation pubblicata dalla Globo Records, specializzata per gli album di artisti brasiliani sul territorio italiano, e distribuita dalla CBS Records International. Etichetta con la quale Raffaella era tornata per la pubblicazione di un solo album, Raffaella, in concomitanza del suo passaggio in Fininvest per il programma Raffaella Carrà Show. 
La raccolta non contiene inediti, non è mai stata promossa direttamente dall'artista, non è disponibile per il digital download o in streaming e comprende solo brani estratti dagli album pubblicati nel periodo della cantante con la CBS Italiana.

## Tracce
Edizioni musicali Anteprima Music.
Lato A
1. E salutala per me – 4:35 (testo: Gianni Boncompagni – musica: Franco Bracardi)
2. Ratataplan – 3:57 (testo: Gianni Belfiore, Gianni Boncompagni – musica: Mariano Detto)
3. Mi spendo tutto – 3:33 (testo: Gianni Belfiore – musica: Gianni Boncompagni, Paolo Ormi)
4. Ci vediamo domani – 3:10 (testo: Gianni Boncompagni – musica: Gianni Boncompagni, Paolo Ormi)
5. Amicoamante – 2:56 (testo: Gianni Belfiore – musica: Franco Bracardi)
6. Pedro – 3:22 (testo: Gianni Boncompagni – musica: Gianni Boncompagni, Paolo Ormi, Franco Bracardi)
7. Riproviamoci – 3:38 (testo: Antonello De Sanctis – musica: Adelmo Musso)
8. Ciak – 3:03 (testo: Cristiano Malgioglio – musica: Corrado Castellari)

Lato B
1. Tanti auguri – 3:50 (testo: Gianni Boncompagni, Daniele Pace – musica: Gianni Boncompagni, Paolo Ormi)
2. Domani – 3:28 (testo: Gianni Belfiore – musica: Franco Bracardi)
3. Latino – 3:26 (testo: Gianni Belfiore – musica: Gianni Boncompagni, Paolo Ormi)
4. Drin drin – 3:33 (testo: Gianni Belfiore, Gianni Boncompagni – musica: Franco Bracardi)
5. Povero amore – 2:55 (testo: Gianni Boncompagni – musica: Franco Bracardi)
6. A parole – 3:38 (testo: Gianni Belfiore, Gianni Boncompagni – musica: Franco Bracardi)
7. Io non vivo senza te – 3:27 (testo: Gianni Belfiore – musica: Gianni Boncompagni, Paolo Ormi)
8. Black Cat – 3:54 (testo: Gianni Boncompagni, Ann Reid Collin – musica: Gianni Boncompagni, Paolo Ormi, Franco Bracardi)